# Langevåg, Møre og Romsdal
Langevåg är en kyrkby och tidigare tätort som utgör centralort i Sula kommun i Møre og Romsdal fylke i västra Norge. Orten ligger vid fylkesväg 657 på den norra sidan av ön Sula och ingår i tätorten Ålesund. Här finns Langevågs kyrka.

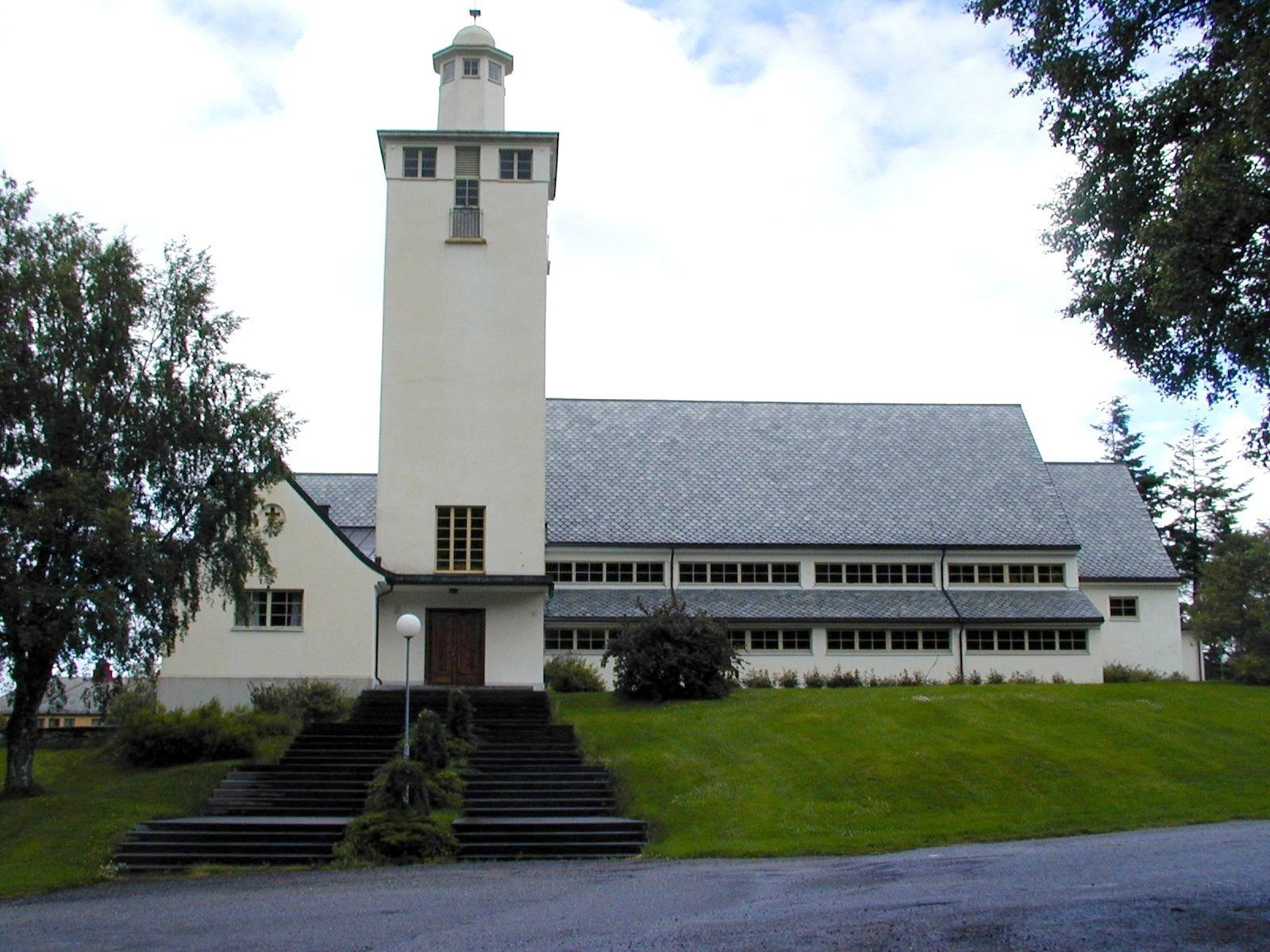
Langevågs kyrka.